# ラネルズ郡 (テキサス州)
ラネルズ郡（ラネルズぐん、英: Runnels County）は、アメリカ合衆国テキサス州の中央部西に位置する郡である。2010年国勢調査での人口は10,501人であり、2000年の11,495人から8.6%減少した。郡庁所在地はバリンジャー市（人口3,767人）であり、同郡で人口最大の町でもある。郡名はテキサス州議会議員を務めたハイラム・G・ラネルズに因んで名付けられた。

## 年譜
- ラネルズ郡となった地域の初期住人はジュマノ族インディアンであり、その後はコマンチ族が続いた[4]
- 1683年-1684年、フアン・ドミンゲス・デ・メンドーサが伝道所を造ったが、短命に終わった[5]
- 1852年、シャドボーン砦が設立された[6]
- 1858年、ラネルズ郡がベア郡とトラヴィス郡の一部を合わせて設立された。郡名はハイラム・G・ラネルズに因んで名付けられた。当初の郡庁所在地はラネルズシティだった[7]
- 1862年、ジョン・ゲスト夫妻とその3人の息子達がピケットビルの町を設立した。他にヘンリー・ワイリーとロバート・K・ワイリーとそのカウボーイや黒人の従僕、フェリシア・ゴードン夫人とその5人の息子達がいた[8]。リチャード・コフィーとその家族がバリンジャーの町を造った[9]
- 1880年、ラネルズ郡が組織化され、当時の人口は 980人だった[4]
- 1888年、バリンジャーの町が新しく郡庁所在地に指定された。この町は、弁護士かつ政治家だったウィリアム・ピット・バリンジャーに因んで名付けられていた[9]
- 1889年、第二帝国様式の石造りの郡庁舎が建設された。建築家はユージーン・T・ハイナーだった[10]
- 1899年、パンフリーの町（当時はニューホープ）が、M・パンフリーによって設立された[11]
- 1911年、アッチソン・トピカ・アンド・サンタフェ鉄道がサンタフェ停車場を建設した。バリンジャー市のバリンジャー・カーネギー図書館が寄贈された[4]
- 1919年、バリンジャー市の郡庁舎前芝生で、チャールズ・H・ノイズを記念した「テキサス・カウボーイの精神」像が除幕された。彫刻家はポンペオ・コッピーニだった[12]
- 1927年、バリンジャーの近くでマクミラン油田が発見された[4]
- 1949年、新しい油井18か所が探索された[4]
- 1987年、郡内の食用牛肉の生産高が最高を記録した[4]

## 地理
アメリカ合衆国国勢調査局に拠れば、郡域全面積は1,057平方マイル (2,738 km2)であり、このうち陸地1,051平方マイル (2,722 km2)、水域は6平方マイル (16 km2)で水域率は0.61%である。

### 主要高規格道路
- アメリカ国道67号線
- アメリカ国道87号線
- テキサス州道153号線
- テキサス州道158号線

### 隣接する郡
- テイラー郡 - 北
- コールマン郡 - 東
- コンチョ郡 - 南
- トムグリーン郡 - 南西
- コーク郡 - 西
- ノーラン郡 - 北西

## 人口動態
以下は2000年の国勢調査による人口統計データである。
| 基礎データ - 人口: 11,495人 - 世帯数: 4,428 世帯 - 家族数: 3,1570 家族 - 人口密度: 4人/km2（11人/mi2） - 住居数: 5,400軒 - 住居密度: 2軒/km2（5軒/mi2） 人種別人口構成 - 白人: 81.44% - アフリカン・アメリカン: 1.40% - ネイティブ・アメリカン: 0.53% - アジア人: 0.32% - 太平洋諸島系: 0.02% - その他の人種: 14.31% - 混血: 1.98% - ヒスパニック・ラテン系: 29.33% 年齢別人口構成 - 18歳未満: 26.9% - 18-24歳: 6.4% - 25-44歳: 24.2% - 45-64歳: 22.9% - 65歳以上: 19.5% - 年齢の中央値: 39歳 - 性比（女性100人あたり男性の人口） - 総人口: 92.9 - 18歳以上: 87.1 | 世帯と家族（対世帯数） - 18歳未満の子供がいる: 31.4% - 結婚・同居している夫婦: 57.4% - 未婚・離婚・死別女性が世帯主: 9.6% - 非家族世帯: 28.7% - 単身世帯: 26.7% - 65歳以上の老人1人暮らし: 15.7% - 平均構成人数 - 世帯: 2.53人 - 家族: 3.06人 収入と家計 - 収入の中央値 - 世帯: 27,806米ドル - 家族: 32,917米ドル - 性別 - 男性: 25,2232米ドル - 女性: 18,988米ドル - 人口1人あたり収入: 13,577米ドル - 貧困線以下 - 対人口: 19.2% - 対家族数: 14.9% - 18歳未満: 25.1% - 65歳以上: 19.0% |

## 都市と町
- バリンジャー - 郡庁所在地
- マイルズ
- ノートン、未編入の町
- ロウェナ、未編入の町
- ウィンゲイト、未編入の町
- ウィンターズ